# Partiti politici della Transnistria
Questo articolo elenca i partiti politici in Transnistria.
La Transnistria ha un sistema multipartitico.

## Partiti parlamentari
Partiti che sono rappresentati in Parlamento, che hanno presentato candidati per le elezioni parlamentari, o hanno indicato la loro intenzione di farlo.
- Obnovlenie (Rinnovamento) - registrato nel 2006
- Repubblica - registrato nel 2007
- Partito Patriottico della Transnistria - registrato nel 2006
- Volontà popolare della Transnistria - registrato nel 2006
- Repubblica Giusta - fondato il 3 luglio 2007
- Proriv (Sfondamento) - registrato nel 2006
- Partito Liberaldemocratico della Transnistria - registrato nel 2006
- Partito Comunista della Transnistria
- Partito Socialdemocratico della Transnistria - registrato nel 2007
- Innovazione

## Partiti inattivi
Partiti ed organizzazioni politiche attive nel passato il cui attuale livello di inattività non è confermato o che non propongono candidati per le elezioni parlamentari.
- Unità
- Ritorno
- Potere alla gente
- Per Accordo e Stabilità
- Unione delle Forze Patriottiche
- Posizione
- Consiglio Collettivo Unito dei Lavoratori
- Movimento per lo sviluppo del Dnestr
- Partito Comunista della Transnistria